# Лунное затмение 15 июня 2011 года
| Полное Лунное затмение 15 июня, 2011 | Полное Лунное затмение 15 июня, 2011 |
| ------------------------------------ | ------------------------------------ |
|                                      |                                      |
|                                      |                                      |
| Продолжительность (час: мин)         |                                      |
| Полное                               | 01:40                                |
| Частное                              | 3:40                                 |
| Полутеневое                          | 5:40                                 |
| Начало фаз (UTC)                     |                                      |
| P1                                   | 17:23                                |
| U1                                   | 18:22                                |
| U2                                   | 19:22                                |
| Максимум                             | 20:12                                |
| U3                                   | 21:03                                |
| U4                                   | 22:02                                |
| P4                                   | 23:02                                |
|                                      |                                      |

Полное лунное затмение состоялось 15 июня 2011 года.
Первое из двух полных лунных затмений в этом году, второе произошло 10 декабря 2011 года.
Это — относительно редкое лунное затмение, когда Луна проходит через центр тени Земли. Последнее подобное лунное затмение было 16 июля 2000 года, следующее центральное полное лунное затмение произойдёт 27 июля 2018 года.
Продолжительность полутеневого затмения — 5 часов 40 минут, частного — 3 часа 40 минут, полного затмения — 1 час 40 минут.
В момент затмения Луна находилась в созвездии Змееносца.

## Видимость
Полутеневое лунное затмение практически незаметно невооружённым глазом и фиксируется только приборами.
В Новой Зеландии, Австралии, Филиппинах и восточной Азии наблюдалось начало затмения перед закатом Луны.
В Южной Америке, западной Африке и Европе наблюдалось окончание затмения после восхода Луны.
Все фазы затмения P1-U1-U2-U3-U4-P4 (полутеневое, частное и полное) наблюдались в Центральной Азии и части Африки.
В Российской Федерации: Северо-Кавказский, Южный, Приволжский федеральные округа и юг Уральского федерального округа.
Полное затмение (фазы U2-U3) было доступно для наблюдения на территории Новой Зеландии, Австралии, Азии, Африки, восточной части Южной Америки, Европы (за исключением севера Скандинавского полуострова).
В Российской Федерации — почти на всей территории, за исключением Дальневосточного федерального округа, севера Сибирского федерального округа, севера Уральского федерального округа, Мурманской области и Новой земли.
На границе зоны условия для наблюдения неблагоприятны. Например, во Владивостоке полное затмение началось в момент заката Луны и длилось всего несколько минут.
Наилучшие условия для наблюдения были в Северо-Кавказском, Южном, Приволжском федеральных округах и юге Уральского федерального округа.
Необходимым условием для наблюдения затмения является отсутствие облаков во время затмения в месте наблюдения.

## Фазы затмения
| P1 | Начало полутеневого затмения | 17:23 UTC |
| U1 | Начало частного затмения     | 18:22 UTC |
| U2 | Начало полного затмения      | 19:22 UTC |
|    | Максимальная фаза            | 20:12 UTC |
| U3 | Конец полного затмения       | 21:03 UTC |
| U4 | Конец частного затмения      | 22:02 UTC |
| P4 | Конец полутеневого затмения  | 23:02 UTC |

## Фотографии
- Лунное затмение в г. Томске (01:25).
- Лунное затмение в г. Томске (01:53).
- Лунное затмение в г. Томске (02:25).
- Лунное затмение в г. Томске (02:24).
- Лунное затмение в г. Томске (02:30)

- Лунное затмение в г. Белгороде (22:59).
- Лунное затмение в г. Белгороде (23:37).
- Лунное затмение в г. Белгороде (23:52).
- Лунное затмение в г. Белгороде (00:24).
- Лунное затмение в г. Белгороде (00:27).
- Лунное затмение в г. Белгороде (00:32).